# 리디아 드 베가
리디아 드 베가(영어: Lydia de vega, 1964년 12월 26일~2022년 8월 10일)은 필리핀의 육상 선수로 주 종목은 단거리 달리기이다. 

## 국제 대회 기록
범례
- 국가 최고 기록(국가 신기록)